# لایوس بلو
لایوس بلو (به انگلیسی: Lajos Blau) (به آلمانی: Ludwig Blau) (متولد ۲۹ آوریل ۱۸۶۱؛ درگذشت ۱۹۳۶) پژوهشگر و روزنامه‌نگار مجارستانی متولد پوتنک مجارستان بود. بلو در سه یشوای مختلف درس خواند که بین آنها در پرسبورگ بود و در دانشگاه یهودشناسی بوداپست (به آلمانی: Landesrabbinerschule) در بوداپست به سال‌های ۱۸۸۰ تا ۱۸۸۸ تحصیل کرد. او فلسفه و شرقشناسی در دانشگاه بوداپست را فرا گرفت و به درجه دکترا در ۱۸۸۷ رسید و در ۱۸۸۸ دیپلم حاخامی گرفت.
در ۱۸۸۷، بلو مدرس تلمود در Landesrabbinerschule شد و در ۱۸۸۸ جانشین و در ۱۸۸۹ استاد مطالعات کتاب مقدس (Bible)، زبان‌های عبری و آرامی و تلمود گشت. در آغاز ۱۸۸۹، او کتابدار و مدرس خصوصی تاریخ یهود شد. در ۱۹۰۲ بلو رئیس بخش افسانه-فولکور جامعه ادبی یهود-مجاری شد و ویراستار Magyar Zsido Szemle شد. او در ۱۹۳۶ درگذشت.

## آثار
- Beiträge zur Erklärung der Mechilta und des Sifre, in the Steinschneider Festschrift, 1896
- Quelques Notes sur Jésus ben Sirach, in Revue Études Juives, xxxv. 19-47
- Das Altjüdische Zauberwesen, Strasbourg, 1898
- Massoretische Untersuchungen, Strasburg, 1891
- Masoretic Studies, in Jewish Quarterly Review, viii., ix.)
- Zur Einleitung in die Heilige Schrift, Strasburg, 1894. This work is especially valuable for the light it throws upon the history of the کتاب مقدس text in the early synagogue.